# Tatra 600
La Tatra 600 (chiamata anche T600 o Tatraplan) è una autovettura a motore posteriore, prodotta dalla casa automobilistica cecoslovacca Tatra dal 1949 al 1952.
È una continuazione della serie di berline Tatra aerodinamiche iniziata dalla Tatra 77.

## Contesto

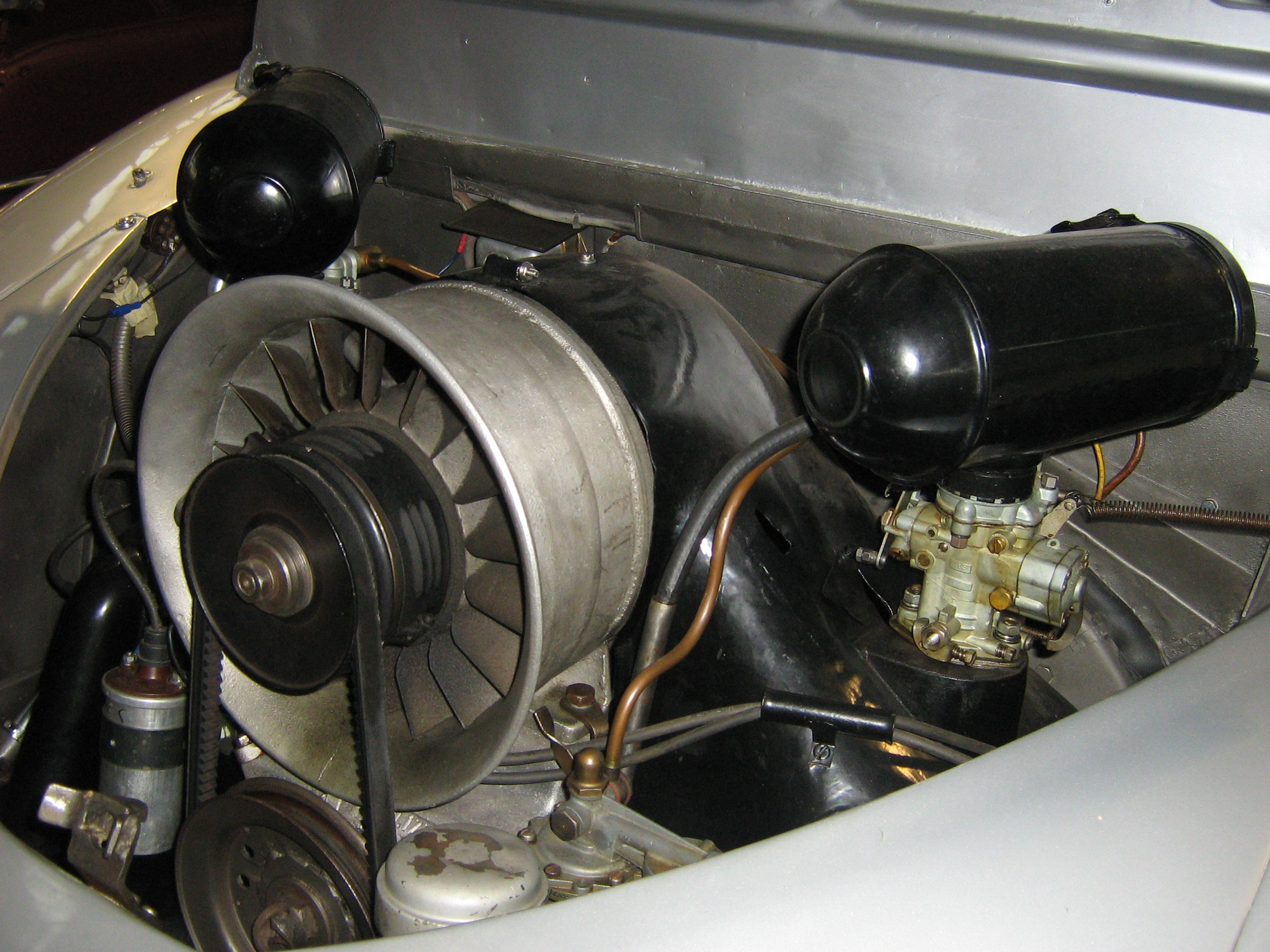
Vista del motore

Dopo la seconda guerra mondiale, la Tatra ricominciò la sua attività prebellica di costruzione di autovetture oltre a veicoli commerciali e veicoli militari. La fabbrica fu nazionalizzata nel 1946, due anni prima dell'acquisizione da parte del governo comunista. Sebbene continuasse ancora la produzione di modelli prebellici, venne ideato un nuovo modello chiamato Tatra 600 Tatraplan, che fu progettato nel 1946-47 da Josef Chalupa, Vladimír Popelář, František Kardaus e Hans Ledwinka. Il nome dell'auto faceva riferimento alla parola aeroplano ("éroplan" in ceco significa aeroplano).

## Sviluppo e tecnica
Dopo aver realizzato due prototipi denominati "Ambrož" (dicembre 1946) e "Josef" (marzo 1947), la 600 venne presentata dapprima al salone di Ginevra 1949 e poi davanti a Josef Stalin durante i festeggiamenti del suo 70º compleanno. Nel 1951, allora amministrazione comunista decise che la Tatraplan sarebbe stata costruita nello stabilimento Skoda Auto di Mladá Boleslav, lasciando lo stabilimento Tatra di Kopřivnice all'assemblaggio dei camion. La Skoda costruì la Tatraplan solo per un anno, per poi interromperne la produzione nel 1952.
La Tatraplan aveva una carrozzeria monoscocca berlina a 6 posti, con le porte anteriori ad apertura controvento e un coefficiente di resistenza aerodinamica pari a 0,32. Era alimentata da un motore boxer benzina a 4 cilindri raffreddato ad aria, dalla cilindrata di 1952 cm³, montato in posizione posteriore-longitudinale.